# كيمبرلي لاينغ
كيمبرلي لاينغ (بالإنجليزية: Kimberly Laing) هي منافسة ألعاب القوى جامايكية، ولدت في 8 يناير 1989 في أبرشية سانت كاترين في جامايكا.

## وصلات خارجية
- كيمبرلي لاينغ على موقع الاتحاد الدولي لألعاب القوى (الإنجليزية)